# Vulpes skinneri
Vulpes skinneri es una especie extinta de zorro perteneciente al género Vulpes que vivió a principios del Pleistoceno, identificado en restos fósiles que datan de cerca de 2 millones de años. La especie  es conocida a partir de un único esqueleto parcial descubierto en la localidad fósil Malapa en el sitio patrimonio mundial Cuna de la Humanidad en Sudáfrica y asociado con restos fósiles del hominino Australopithecus sediba. Los fósiles han sido datados de entre 1,977 a 1,980 millones de años. Hartstone-Rose y colaboradores describieron los restos como una nueva especie de zorro, Vulpes skinneri (Vulpes por el género de zorros del Viejo Mundo y skinneri por el bien conocido mastozoólogo africano John Skinner).

## Descubrimiento

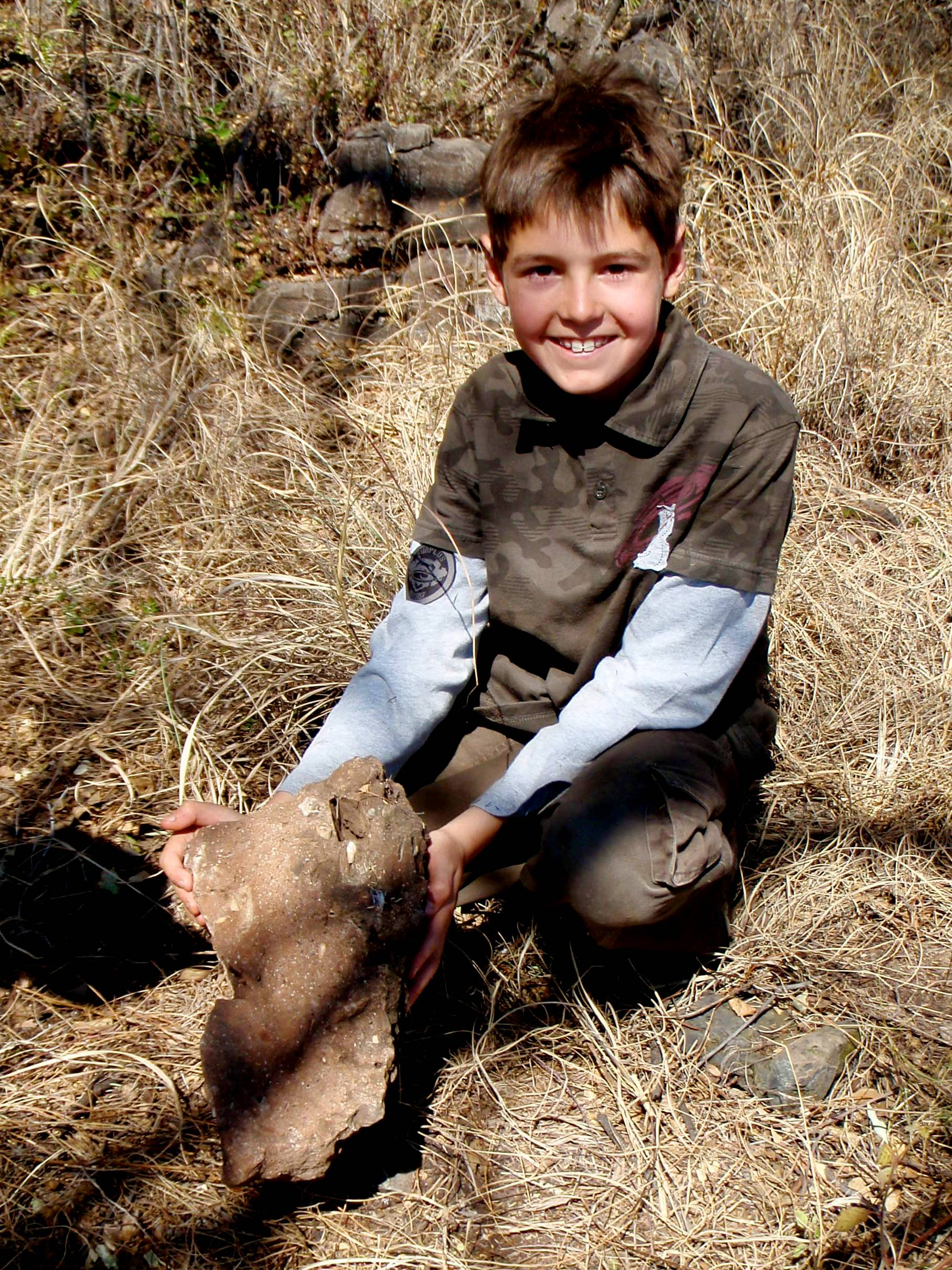
Matthew Berger muestra el fósil que encontró en la Reserva Natural Malapa

El espécimen tipo de V. skinneri fue descubierto durante la preparación de unos bloques de rocas con fósiles procedentes de Malapa. El hallazgo fue anunciado al público el 16 de enero de 2013. También se hallaron fósiles en el sitio de Malapa de una gran variedad de animales, incluyendo felinos dientes de sables, mangostas y antílopes.
Berger y el geólogo Paul Dirks especularon que los animales pueden haber caído en una oquedad, de unos 30–46 metros de profundidad que a modo de "trampa mortal", quizás atraía a los animales por el olor del agua. Los cuerpos pueden entonces haber sido arrastrados a un pozo de agua rica en limo, con arena en el fondo, lo cual posibilitó la fosilización de los restos.

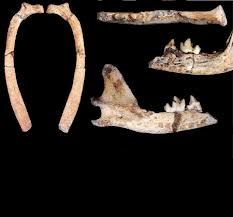
El esqueleto parcial del espécimen tipo de Vulpes skinneri

## Edad
El fósil fue datado usando una combinación de paleomagnetismo y datación uranio-plomo las cuales mostraron que los fósiles no son más antiguos que ~2,0 Ma (millones de años). El registro de especies de animales que se extinguieron hace aproximadamente 1,5 Ma indica que el depósito no es más reciente que esa fecha. Los sedimentos tienen una polaridad magnética 'normal' y el único período principal entre hace 2,0 a 1,5 Ma cuando esto ocurrió es el subcrón de Olduvai entre 1,95 a 1,78 Ma. De esta forma, los fósiles fueron datados originalmente en ~1,95 Ma. Dataciones recientes de una colada nivelada indicó que esto no era posible y los sedimentos de la polaridad magnética normal han sido correlacionados con 3000 años anteriores al evento Olduvai, en ~1,977 Ma.

## Morfología e interpretaciones

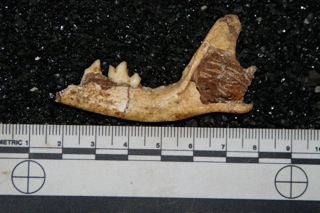
Una imagen a escala de la mandíbula de Vulpes skinneri

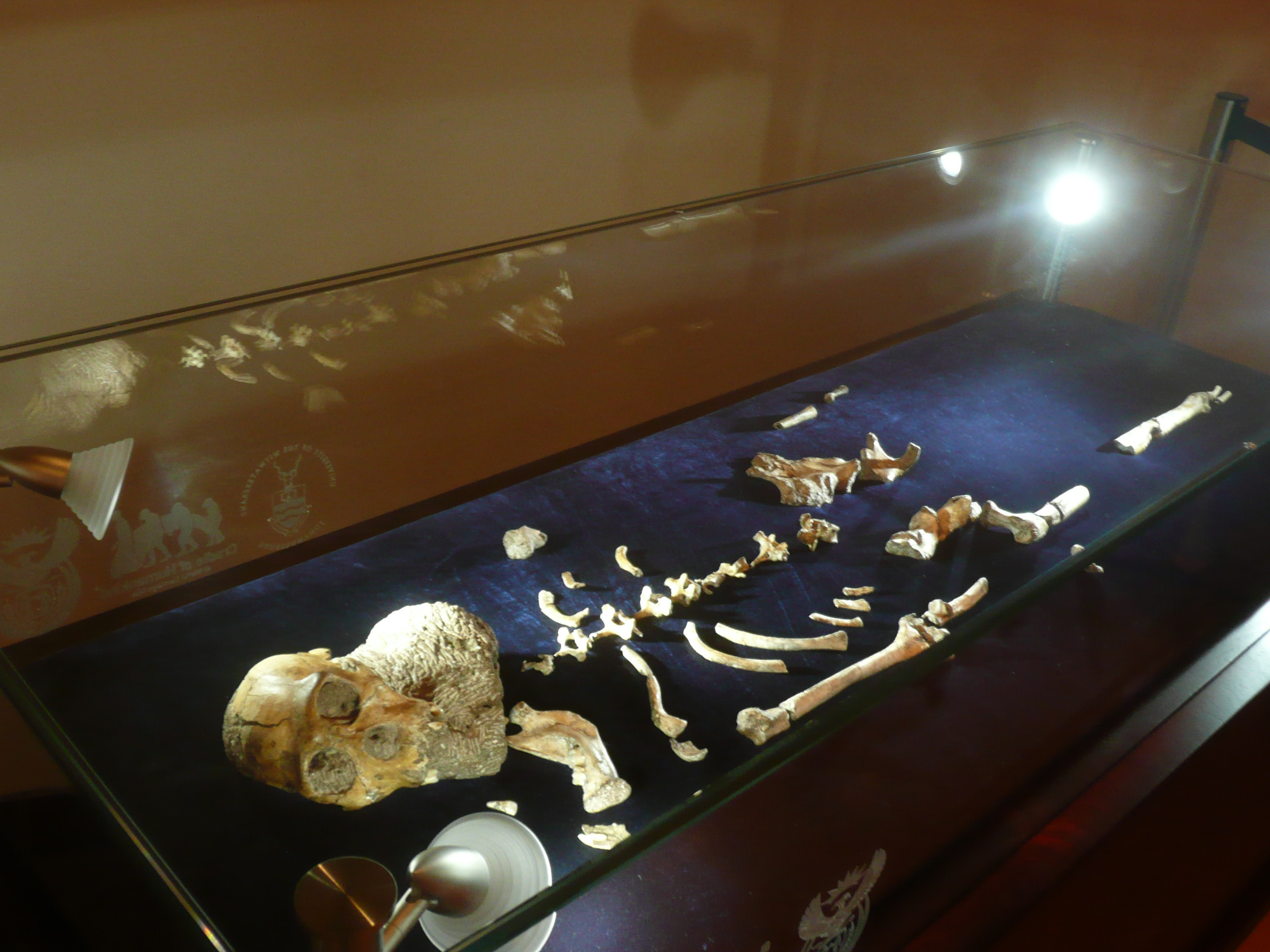
El esqueleto original del holotipo de A. sediba, MH1, en Maropeng, Cradle of Humankind, Sudáfrica.

Tres especímenes asociados de cánidos (un M2, una costilla y un fragmento posterior mandibular que incluye el P4, M1, la apófisis coronoides mandibular, y los procesos condilar y angular) que fueron atribuidos en principio a Vulpes cf. V. chama fueron reasignados a V. skinneri. En el artículo en que se describieron a los especímenes, los autores afirman que “comparamos estos especímenes con una amplia muestra de zorros modernos y extintos y concluimos que estos especímenes son lo suficientemnete distintos como para ser referidos a una nueva especie” del Pleistoceno inferior.